# Mimix
Mimix var ett dansband från Vestfold i Norge som bildades 1972 av Marvin Hermansen, Alfred Håkonsen, Tor Stoknes, Øyvind Eriksen och Bjørn Johannessen.

## Historia
Deras debutalbum Kom og dans med meg, släpptes 1985. Mimix bestod då av Marvin Håkonsen, Bjørn Johannessen, Marvin Hermansen, Bente Bøe, Leif-Åge Fredriksen, Arvid Numme och Jon Teyler. 1990 slutade Bente Bøe och Leif-Åge Fredriksen och ersattes av Roger Askjem. Marvin Hermansen avled 1993. 1997 blev Rune Eriksen medlem i bandet. Bandet upphörde 1998.

## Diskografi
Studioalbum
- 1983 – Mimix med gjesteartist Bente Bøe (självutgivet)
- 1985 – Kom og dans med meg (med Bente Bøe)
- 1990 – California Blue
- 1991 – De nære ting
- 1992 – Jukebox
- 1997 – Takk for sist

Samlingsalbum
- 2000 – Avskjedstoner
- 2002 – Mimix i box
- 2004 – Topp 20